# Gubis Mihály
Gubis Mihály (Békéscsaba, 1948. április 4. – Mundelsheim, 2006. május 17.) magyar képzőművész, performer. Főbb alkotásait a szitanyomás,  szobrászat, installációk, absztrakt festőművészet területén hozta létre. Nemcsak a magyar, de a nemzetközi  képzőművészetben is ismert munkássága.

## Élete és munkássága
1989-re kialakult hat alapelemre – vonal, kereszt, zászló, szék, kocsi, sátor – épített, rendkívül expresszív, változatos, kreatív formavilága és szimbólumrendszere.
A művész A szék című könyvének 12. oldalán strukturális vázlatot ad munkássága szakaszairól:
„Munkásságomat időben visszanézve, felfedezhetjük a háló gondolatiságát. 
- 1) 1975-ig az álomszerű képeim – álomhálók
- 2) 1982-ig konstruktív képek – hálós rendszerek
- 3) 1996-ig hálótól a székig
- 4) 1996-tól a szék, a nemzetközi szoborterv – háló a világ körül”

Élete végéig Békéscsabán élt és dolgozott.

## Emlékezete

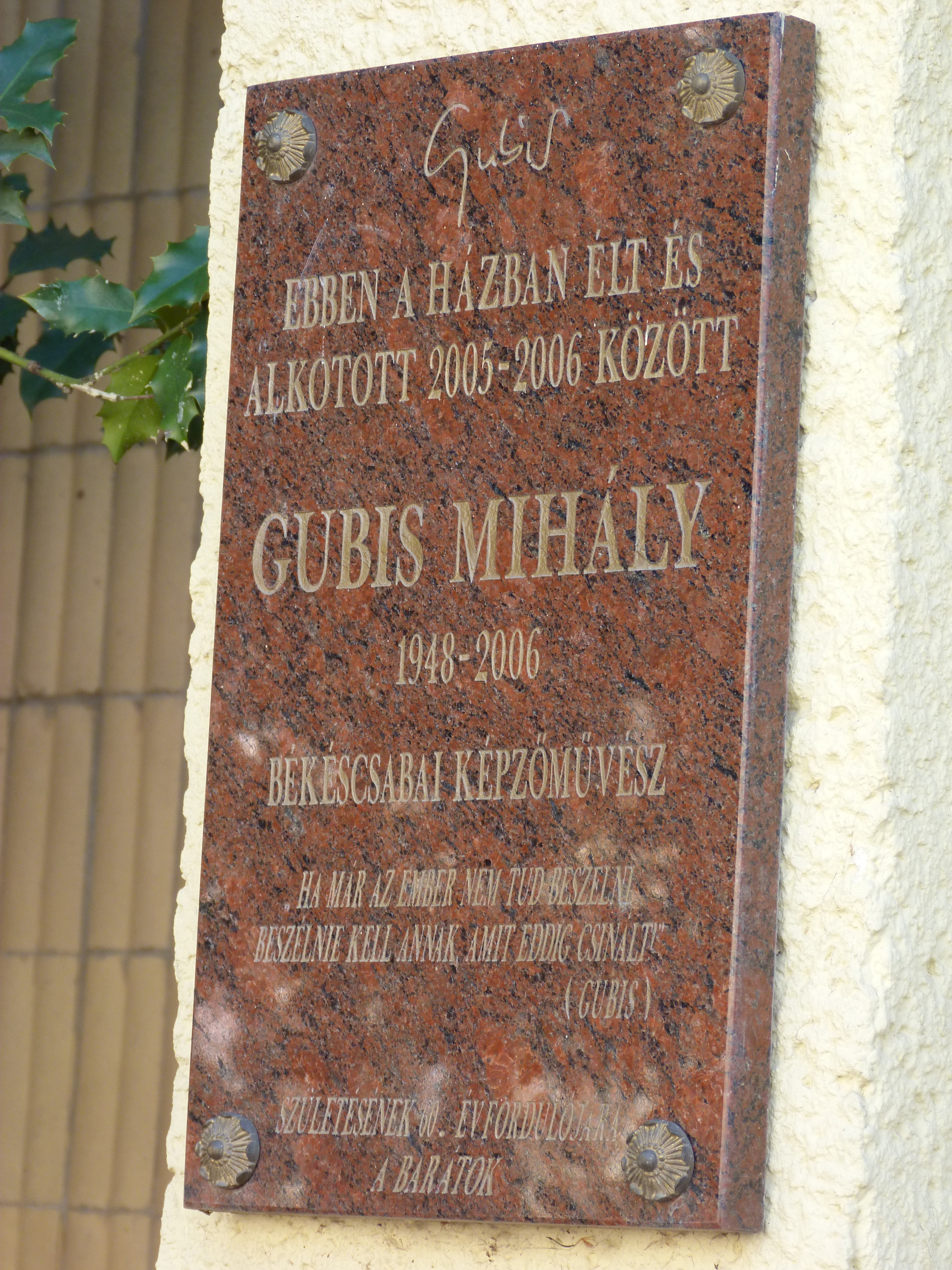

Barátai emléktáblát állítottak születésének 60. évfordulóján, 2008. április 4-én. A Békéscsaba, Andrássy út 2. bejáratánál látható táblánál minden évben megemlékeznek róla.
2013-ban interaktív Facebook-oldalt hoztak létre. A művész életrajzi elemei, munkássága, aktuális események, kiállítások láthatók videókban és állóképekben.